# Mathilde Ludovika, Ducesă de Bavaria
Mathilde Ludovika, Ducesă de Bavaria (30 septembrie 1843 - 18 iunie 1925) a fost a patra fiică a lui Maximilian Joseph, Duce de Bavaria și a Prințesei Ludovika de Bavaria. Mama ei a fost fiica cea mică a regelui Maximilian I Joseph de Bavaria și a celei de-a doua soții, Karoline de Baden.
A fost sora mai mică a împărătesei Elisabeta a Austriei („Sisi”).
La 5 iunie 1861, Mathilde s-a căsătorit cu Lodovico, Conte de Trani. El era moștenitorul prezumptiv al fratelui său vitreg mai mare, Francisc al II-lea al Celor Două Sicilii. Francisc era căsătorit cu o soră mai mare a Mathildei Ludovika, Maria Sofia de Bavaria. Mireasa avea 17 ani iar mirele 22. Împreună au avut un singur copil:
- Prințesa Maria Teresa de Bourbon-Două Sicilii (15 ianuarie 1867 - 1 mai 1909). S-a căsătorit cu Prințul Wilhelm de Hohenzollern-Sigmaringen.